# Artemi Bagratowitsch Chalatow

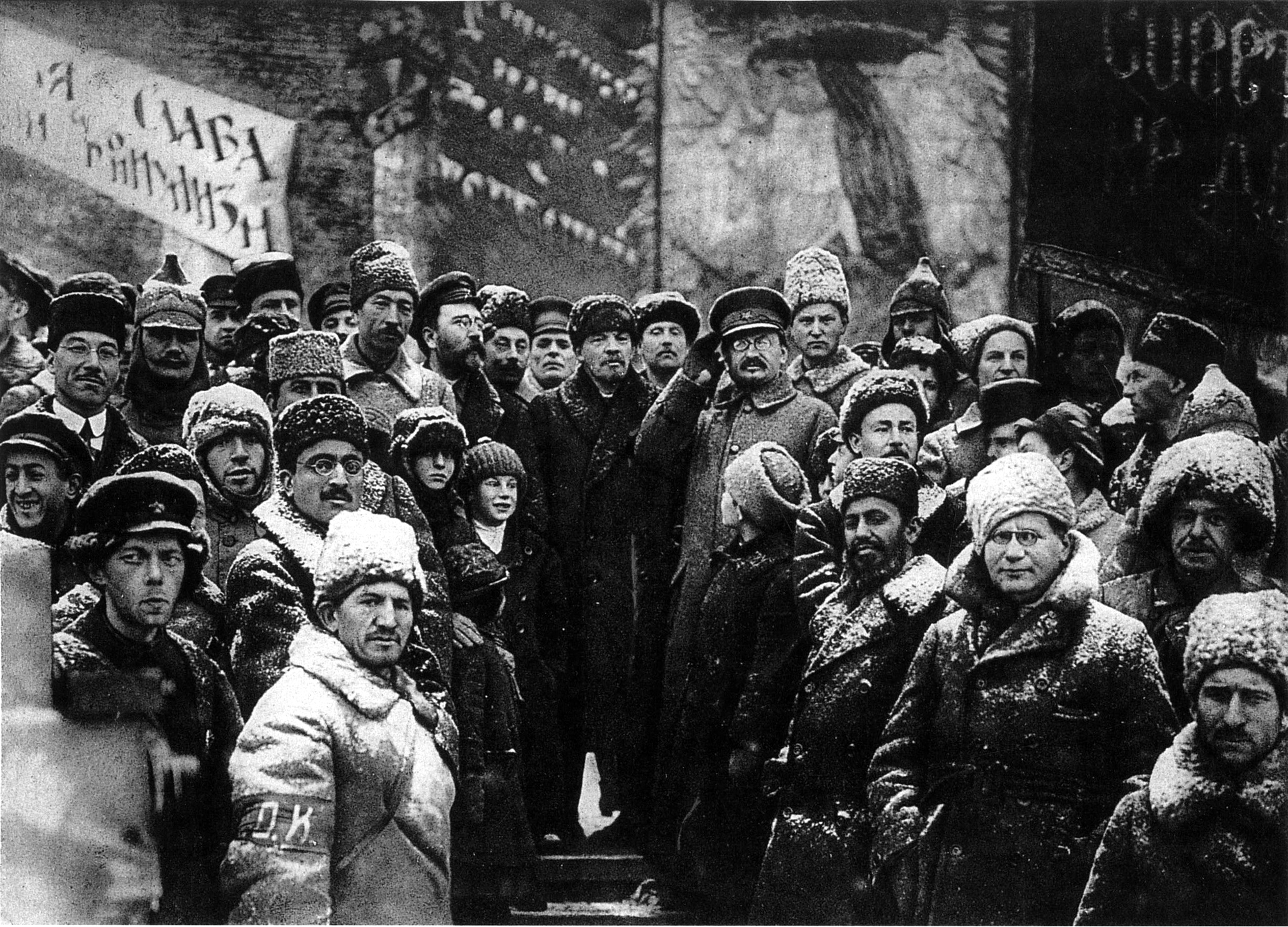
A. B. Chalatow (mit Vollbart, rechts vor dem Kind, das vor Trotzki steht) 1919 in Moskau

Artemi Bagratowitsch Chalatow (russisch Арташес (Артемий) Багратович Халатов, * 15. Apriljul. / 27. April 1894greg. in Baku, nach anderer Quelle am 21. April 1896; † 27. Oktober 1938 in Moskau) war ein sowjetischer Parteifunktionär und Verleger.

## Vorrevolutionäres Leben
Chalatow, nach sowjetischer Darstellung ein Arbeiterkind, stammte nach neuerer Forschung aus einer reichen Händlerfamilie. 1912 schloss er die Realschule ab und ging nach Moskau, um vier Jahre am Institut für Nationalökonomie (heute Plechanow-Wirtschaftsakademie) zu studieren. Er schloss sich dort marxistischen Studentengruppen an. 1915 war er Mitinitiator und -organisator „studentischer Essensversorgung“, bei der Lebensmittel aus Transkaukasien beschafft wurden. Zu der Zeit befreundete er sich mit Anastas Hovhannessi Mikojan.

## Funktionär der KPR(B)
Nach der Februarrevolution 1917 wurde er in eine Arbeitsgruppe zur Nahrungsbeschaffung im Moskauer Rajon Samoskworetschje gewählt. Er befreundete sich mit dem Präsidenten des Stadtkomitees und wurde am 5. August von den Bolschewiki als Vertreter seines Rajons auch zum Vizepräsidenten des Moskauer Lebensmittelkomitees ernannt. Mit Mitgliedsnummer 5 seines Stadtbezirks-Sowjets trat er in die KPR(B) ein. Während der Oktoberrevolution wurde er Mitglied des „militärischen Revolutionskomitees“ von Samoskworetschje, und kurz darauf zum Assistenten des „Außerordentlichen Kommissars für Nahrungsmittel und Transport“ ernannt. Nach der Umorganisation zu einem Ministerium 1918 wurde Chalatow Mitglied des Präsidiums und organisierte die Moskauer Lebensmittelrationierung. Im August des Jahres ersetzte er Alexei Iwanowitsch Rykow als Kommissar der Moskauer Versorgung.
Mit einer Verhandlungsdelegation reiste er in die „Ukrainische Volksrepublik“ von Pawlo Skoropadskyj zwecks Lebensmittelbeschaffung, wurde allerdings für zwei Monate inhaftiert und dann wieder nach Moskau abgeschoben, wo er seine Tätigkeit als oberster Kontrolleur der Nahrungsversorgung fortsetzte. Im Herbst 1919 war er für kurze Zeit Leiter der zentralen Versorgung der Roten Armee. Wegen Engpässen ernannte man ihn nun zum Repräsentanten der Sektoren Arbeit und Verteidigung, deren Versorgung er bis zur Auflösung zwei Jahre lang organisierte. Wegen der Requirierung von Nahrungsmitteln mit Hilfe der Tscheka in der Wolgaregion soll er für die große Hungersnot von 1921/22, bei der evtl. 5 Mio. Menschen starben und für die seinerzeit auch der Internationale Gewerkschaftsbund (Tschuwaschien) sammelte, mitverantwortlich sein.
Mit Lenins Neuer Ökonomischer Politik wurde Chalatow Leiter der „Kommission zur Verbesserung der Versorgung von Wissenschaftlern“ im Rat der Volkskommissare (Sownarkom). Nach einem Angebot Dserschinskis trat er 1922 in das Volkskommissariat für das Verkehrswesen ein, an dessen Leitung er bis 1927, sowie später zwischen 1932 und 1935 erneut beteiligt war.
1923, als Chef der Genossenschaft „Nationale Versorgung“, der er bis zu ihrem Ende unter Stalin 1929 vorstand, entwickelte er ein betriebliches Versorgungssystem und etablierte Betriebsküchen, deren erste 1925 in Iwanowo-Wosnessensk eröffnet wurde. Zudem war er Vorstand des interministeriellen Komitees für Transport sowie ab 1924 Leiter des Büros für die Eisenbahnen. Mit Gründung der Aktiengesellschaft „Transport“ 1924 wurde Chalatow deren Vorstand. 1927–1929 war er weiter Rektor des Moskauer Instituts für Nationalökonomie.

## Verleger
Ab 1927 war Chalatow Mitglied des Vorstandes des Volkskommissariats für Bildung (Narkompros) und ab 1932 Geschäftsführer der Vereinigten Staatsverlage der UdSSR. Chalatow war Mitherausgeber der ersten Edition der Großen Sowjetischen Enzyklopädie sowie Mitglied im Direktorium der Edition des Magazins „Internationale Literatur“. Als solcher hatte er erheblichen Einfluss auf sowjetische Publikationen und fungierte als Zensor. 1930 stand er trauernd der Beerdigungskommission zum Tode Wladimir Majakowskis vor, dessen Porträt er 10 Tage zuvor noch aus der Auflage von „Presse und Revolution“ entfernt hatte. Chalatow verlegte verschiedene westliche Autoren wie George Bernard Shaw und Lion Feuchtwanger in der Sowjetunion, die dafür mit Devisen großzügig entlohnt wurden. Eine erste Zahlung wurde mit der Aussicht auf weitere Raten, die fällig wurden, sobald der Autor in seiner Heimat im Sinne der Sowjetunion auftrat, geleistet. André Gide, der 1936 in die SU reiste, konnte damit nicht überzeugt werden: sein Buch „Retour de l'U.R.S.S.“ führte zu seiner Diffamierung als Verräter durch die stalintreue Linke weltweit.
Neben diesen Aktivitäten publizierte Chalatow eine Anzahl Artikel in Periodika wie „Zur Frage der Löhne“, „Lenin und Arbeitsproduktivität“, „Über Experten“, „Unsere Betriebe und ökonomische Entwicklung“, „Über sozialistische Akkumulation“, „Die Lage im Transportwesen“, „Die turkestanisch-sibirische Eisenbahnlinie“, „Die Gewerkschaften im Kampf für die Verbesserung des Lebens der Arbeiter“, „Wir sollten ökonomische Selbstverteidigung organisieren“ u. a.
Von 1935 bis 1937 war Chalatow Leiter des „Zentralkomitees der Allunions-Gesellschaft der Erfinder“. Er beteiligte sich rege am im Sommer 1936 einsetzenden Großen Terror, indem er diffamierende Artikel über verschiedene Personengruppen veröffentlichte, die bereits im Fokus der sowjetischen Staatssicherheit NKWD standen. Im Februar 1937 publizierte er in dem Journal „Neuigkeiten der Zentralen Wahlkommission“ (Известиях ЦИК) einen seiner letzten Artikel: „Technische Innovation und Stagnation“, in dem er Sabotagevorwürfe gegen einige Mitglieder der Erfinder-Gesellschaft erhob und deren Verhaftung nahelegte.
Seine Linientreue bewahrte ihn jedoch nicht davor, selbst in die Fänge des NKWD zu geraten. 1937 wurde Chalatow aus der KPR (B), deren Delegierter er auf dem 14. bis 16. Parteitag war, ausgeschlossen. Am 27. Oktober 1938 exekutiert, rehabilitierte man ihn nach Stalins Tod.
Sein Grab befindet sich auf dem Donskoi-Friedhof in Moskau.